# スーパー桃太郎電鉄II
『スーパー桃太郎電鉄II』（スーパーももたろうでんてつツー）は、ハドソンが開発し1991年12月20日に発売されたPCエンジン用コンピュータボードゲームである。
1992年にスーパーファミコン版が、1994年にゲームボーイ版が発売された他、コナミデジタルエンタテインメントから2020年に発売されたテレビゲーム機『PCエンジン mini』に本作のPCE版が収録された。

## 前作からの変更点
今作より、プレイヤーに被害を与える「貧乏神」の変身形態として「キングボンビー」が追加され、さらに深刻な被害をもたらすようになった。また、「空港」のマスから飛行機で向かう海外駅として「ハワイ」などが登場。そのほか、新駅が追加され路線が大幅に変更されている箇所もある。
- 本作より、サイコロを振った後で指定した駅に行けるルートの有無を検索できる「いけるかな?」コマンドが追加された。
- 本作より、目的地候補以外の物件駅にも、駅名プレートが掲示されるようになった[注釈 3]。
- 本作より、貧乏神が航路を通行するときは浮き輪を使用するなど、演出面が強化された。
- 本作より、貧乏神がキングボンビー、ミニボンビーに変身するようになる。
  - PCE版のみ、キングボンビーは変身したそのターンから悪行を開始する。SFC・GB版では後の作品同様に、変身したターンには何もしない。
- 本作より、他人が所有している物件の文字が青色で表示されるようになった[注釈 4]ほか、購入済みの物件も収益率が確認できるようになった。
- 本作から『16』まで、物件の増資が可能になった。購入済みの物件に、購入時と同額の資金をつぎ込む（感覚としては再購入に近い）。1件につき1ターン1回まで、最高で+2段階。増資すると物件価格自体が2倍・3倍になる上、収益率も一定値上昇する。ただし手放した物件は全ての増資が無効になる。
- 本作から『16』まで、役職の変更が可能になった。例として前作では「○○社長」だけだったのを、「○○部長」「○○課長」「○○係長」のように変更する内容である。
  - なお本作のSFC版では、PCE版と比較して役職の個数が増加している。
- 本作より、本社・支社がピンチになったときに駆けつけなかった場合、所持金に損害が出る点は変わらないが、所持物件が失われることはなくなった。
- 本作より、F-1や地方博物、選挙などイベントが大幅に増大された[注釈 5]。
- イベントなどで流れる各種BGMの大幅変更。現在に至るまでアレンジされつつ使用されているBGMも多い。
- 本作から『X』までは、カード売り場に立ち寄ってもBGMが変化しない。
- 本作から、借金状態に転落したときに使われるBGM「破産のバラード」が廃止された。PCE版のみ登場するサウンドテストで曲自体は聴くことが可能[注釈 6]。
- 本作より、新たに「空港」というマスが登場。港からフェリーに乗るのと同じ要領で、空港から飛行機に乗って空路を進むことが可能。移動のルールは地上や航路と同じ。それに伴い、新たな目的地としてハワイが登場。
- 本作のSFC版では、目的地選択のパネル画面が登場、以降のシリーズで定番となる。
- 本作のPCE版のみ、5人での対戦が可能である（SFC版およびGB版は従来通り最大4人まで）。なお、5Pの汽車の色は紫となっている。
- GB版は前作では人数に合わせた通信対戦ができたが、今作では通信対戦は廃しており1台のゲームボーイで交代して対戦するようになっている。
- 本作より、セリフと列車の速度を4段階に調節出来るようになった。速度「ほんき」に設定すると、かなり速いペースでゲームが進む[4]。なお、列車の速度の調節ができるようになったのはこの作品から。
- 前作に引き続きプログラムの制約上、全ての物件を購入することは不可能である。
- 本作のみ、物件名の文字数が平仮名、片仮名が8文字まで、漢字は4文字(漢字は平仮名、片仮名2文字分で表記)までという制約がある。(その制約に引っかかっている高知のかつおぶし工場は『かつぶし工場』、ハワイ、サイパンのマカデミアナッツ屋は『マカデミナッツや』と表記されている。)
- カードの種類が増加した。前作の「やすいほけんカード」と「たかいほけんカード」は1つに統一された。また、SFC版で追加されたカード、GB版のみに登場するカードも存在する。

## 移植版
PCE版からSFC版へ移植するにあたり、細部の仕様変更や新カードの追加がなされた。
| No. | タイトル             | 発売日        | 対応機種                                                    | 開発元                      | 発売元   | メディア                                        | 型式              | 備考                                                           | 出典                             |
| --- | -------------------- | ------------- | ----------------------------------------------------------- | --------------------------- | -------- | ----------------------------------------------- | ----------------- | -------------------------------------------------------------- | -------------------------------- |
| 1   | スーパー桃太郎電鉄II | 1992年8月7日  | スーパーファミコン                                          | ハドソン サマープロジェクト | ハドソン | 8メガビット+64キロRAMロムカセット               | SHVC-H4 SHVC-H4-I |                                                                |                                  |
| 2   | スーパー桃太郎電鉄II | 1994年2月18日 | ゲームボーイ                                                | ハドソン サマープロジェクト | ハドソン | 2メガビット+64キロRAMロムカセット               | DMG-G9J           |                                                                |                                  |
| 3   | 桃太郎コレクション   | 1996年8月9日  | ゲームボーイ                                                | ハドソン サマープロジェクト | ハドソン | 8メガビット+64キロRAMロムカセット               | DMG-AMDJ-JPN      | 『桃太郎電劇』と共にゲームボーイ版を収録。                     |                                  |
| 4   | スーパー桃太郎電鉄II | 1996年9月29日 | サテラビュー                                                | ハドソン サマープロジェクト | ハドソン | ダウンロード （BSデータ放送）                   | -                 | SFC版を期間限定無料配信。 受信1回で起動5回まで可。セーブ不可。 | [ 7 ]                            |
| 5   | スーパー桃太郎電鉄II | 1997年9月30日 | スーパーファミコン                                          | ハドソン サマープロジェクト | ハドソン | SFメモリカセット （フラッシュロムカセット）     | -                 | ニンテンドウパワー書き換え販売。                               |                                  |
| 6   | スーパー桃太郎電鉄II | 2000年3月1日  | ゲームボーイ                                                | ハドソン サマープロジェクト | ハドソン | GBメモリカートリッジ （フラッシュロムカセット） | -                 | ニンテンドウパワー書き換え販売。                               |                                  |
| 7   | スーパー桃太郎電鉄II | 2020年3月19日 | PCエンジン mini TurboGrafx-16 mini PC Engine CoreGrafx mini | ハドソン サマープロジェクト | KDE      | プリインストール                                | HTG-008           | PCエンジン版を収録。                                           | [ 8 ] [ 9 ] [ 10 ] [ 11 ] [ 12 ] |

## 開発
作者のさくまあきらが『週刊少年ジャンプ』誌上で担当していた読者コーナー『ジャンプ放送局』の単行本第20巻の巻末漫画において、今作のマイナーチェンジ版として「95年度版（1995年度版）」を制作している、とのさくまの落書きコメントが記載されていたが、発売されることはなかった。
「オークション」というイベントが収録される予定であったが、システムのわかりづらさのため没となった。またオークションは唯一浦島が登場する予定のイベントだったためにPCE版には浦島が登場していない。スーパーファミコン版とゲームボーイ版では目的地抽選画面に浦島が登場するようになっている。

### スタッフ
PCエンジン版
- 総監督：さくまあきら
- キャラクター・デザイン：土居孝幸
- 音楽：関口和之
- メイン・プログラマー：青山光（青山公士）[13]
- マップ／イベント・デザイン：伊藤真希、向井由美、高岡史江、関口暁信
- 音楽アシスタント：椰子の実かちる、笹沢一宏、永田茂
- シナリオ・アシスタント：増田景子、運馬知男、名畑良一
- ヘルプ：松本修一（スタジオ・ハード）、山口宏（スタジオ・ハード）
- 協力：桝田省治、井沢ひろし、薮野てんや、早瀬竜太郎、榎本38才、横山智佐、戸田圭祐、あきもとのぶひこ、和気正則、三上哲、松尾宏之、ちありいなかた、川田忠之、高津敏之、菊池賢次、若林哲也、かんべまさのり、いしばしたくじ、さとうたかし、いしいかい
- サウンド・プログラマー：滝本利昭、谷藤真紀子、成田修
- ディレクター：飛田雅宏
- プロデューサー：浦敏治

スーパーファミコン版
- 総監督：さくまあきら
- キャラクター・デザイン：土居孝幸
- 音楽：関口和之
- メイン・プログラマー：小坂恭洋
- サブ・プログラマー：室屋勇治
- マップ／イベント・デザイン：佐々木みか、山口もと、田中和恵
- 音楽アレンジャー：谷藤真紀子
- サウンド・エフェクター：成田修、佐藤昭洋
- シナリオ・アシスタント：増田景子、名畑良一、松本修一（スタジオ・ハード）、山口宏（スタジオ・ハード）
- 協力：桝田省治、和気正則、佐久間真理、椰子の実かちる、笹沢一宏、永田茂、戸田圭祐、千葉達也、さとうけんすけ、山田真木、三上哲
- スペシャル・サンクス：青山光（青山公士）
- プロデューサー：浦敏治

## 反響
さくまあきらがPCエンジン miniへの収録に関するインタビューで語ったところによると、本作の出荷本数は前作の本数を基準に設定されていたため、当初は販売本数が9万本だったが、最終的には100万本うれたという。

### 評価
PCエンジン版
ゲーム誌『ファミコン通信』の「クロスレビュー」では合計29点（満40点）、『月刊PCエンジン』では95・90・85・90・85の平均89点（満100点）、『マル勝PCエンジン』では9・10・8・9の合計36点（満40点）、『PC Engine FAN』の読者投票による「ゲーム通信簿」での評価は以下の通り、25.67点（満30点）となっている。また、この得点はPCエンジン全ソフトの中で9位（485本中、1993年時点）となっている。同雑誌1993年10月号特別付録の「PCエンジンオールカタログ'93」では、コンピュータ側のレベルなど詳細設定が変更できるようになった点や海外エリアが追加された事に関して肯定的に評価した。
| 項目 | キャラクタ | 音楽 | 操作性 | 熱中度 | お買得度 | オリジナリティ | 総合  |
| 得点 | 4.44       | 3.92 | 4.46   | 4.46   | 4.33     | 4.06           | 25.67 |
スーパーファミコン版
ゲーム誌『ファミコン通信』の「クロスレビュー」では、5・7・7・8の合計27点（満40点）、『ファミリーコンピュータMagazine』の読者投票による「ゲーム通信簿」での評価は以下の通り、23.76点（満30点）となっている。また、この得点はスーパーファミコン全ソフトの中で23位（323本中、1993年時点）となっている。
| 項目 | キャラクタ | 音楽 | 操作性 | 熱中度 | お買得度 | オリジナリティ | 総合  |
| 得点 | 4.26       | 3.78 | 3.96   | 4.21   | 3.74     | 3.81           | 23.76 |
ゲームボーイ版
ゲーム誌『ファミコン通信』の「クロスレビュー」では、7・7・7・5の合計26点（満40点）、『ファミリーコンピュータMagazine』の読者投票による「ゲーム通信簿」での評価は以下の通り、22.5点（満30点）となっている。
| 項目 | キャラクタ | 音楽 | お買得度 | 操作性 | 熱中度 | オリジナリティ | 総合 |
| 得点 | 4.1        | 3.6  | 3.6      | 3.6    | 4.0    | 3.6            | 22.5 |